# Sărnets
Sărnets (bulgariska: Сърнец) är ett distrikt i Bulgarien.   Det ligger i kommunen obsjtina Tervel och regionen Dobritj, i den nordöstra delen av landet, 400 km öster om huvudstaden Sofia.